# Dirka po Franciji 1907
Dirka po Franciji 1907 je bila 5. dirka po Franciji, ki je potekala od 8. julija do 4. avgusta 1907.
Povprečna dolžina etap se je še nekoliko skrajšala, število etap pa se je povečalo za eno, na 14. Tour 1907 za razliko od predhodnjih niso zaznamovale sabotaže gledalcev, nadaljevali pa so se poskusi goljufij s strani samih tekmovalcev.
Po devetih etapah je vodil Francoz Émile Georget, ki je moral v naslednji deseti etapi  zaradi izsposoje kolesa in prisluženi kazni prepustiti mesto vodilnega kolesarju Lucienu Petit-Bretonu. Slednji je na dirko vstopil v kategoriji »poinçonnée«, tj. v kategoriji za kolesarje brez spremljevalne ekipe. Petit-Breton je obdržal vodilno mesto vse do konca, ob tem pa je dosegel še dve posamezni etapni zmagi.
Ekipno je zmagalo moštvo Peugeot.

## Pregled
| Kategorije                          | Podatki     |
| ----------------------------------- | ----------- |
| Začetek-konec                       | Pariz-Pariz |
| Dolžina (km)                        | 4.488       |
| Število etap                        | 14          |
| Povprečna hitrost zmagovalca (km/h) | 28,470      |
| Kolesarjev                          | 93          |
| Tekmo končalo                       | 33          |

| Etapa | Datum     | Start in cilj      | Dolžina | Etapni zmagovalec   | Vodeči              |
| ----- | --------- | ------------------ | ------- | ------------------- | ------------------- |
| 1     | 8. julij  | Pariz - Roubaix    | 272 km  | Louis Trousselier   | Louis Trousselier   |
| 2     | 10. julij | Roubaix - Metz     | 398 km  | Émile Georget       | Louis Trousselier   |
| 3     | 12. julij | Metz - Belfort     | 259 km  | Émile Georget       | Émile Georget       |
| 4     | 14. julij | Belfort - Lyon     | 309 km  | Marcel Cadolle      | Émile Georget       |
| 5     | 16. julij | Lyon - Grenoble    | 311 km  | Émile Georget       | Émile Georget       |
| 6     | 18. julij | Grenoble - Nica    | 345 km  | Georges Passerieu   | Émile Georget       |
| 7     | 20. julij | Nica - Nîmes       | 345 km  | Émile Georget       | Émile Georget       |
| 8     | 22. julij | Nîmes - Toulouse   | 303 km  | Émile Georget       | Émile Georget       |
| 9     | 24. julij | Toulouse - Bayonne | 299 km  | Lucien Petit-Breton | Émile Georget       |
| 10    | 26. julij | Bayonne - Bordeaux | 269 km  | Gustave Garrigou    | Lucien Petit-Breton |
| 11    | 28. julij | Bordeaux - Nantes  | 391 km  | Lucien Petit-Breton | Lucien Petit-Breton |
| 12    | 30. julij | Nantes - Brest     | 321 km  | Gustave Garrigou    | Lucien Petit-Breton |
| 13    | 1. avgust | Brest - Caen       | 415 km  | Émile Georget       | Lucien Petit-Breton |
| 14    | 4. avgust | Caen - Pariz       | 251 km  | Georges Passerieu   | Lucien Petit-Breton |